# Geranium caeruleatum
Geranium caeruleatum är en näveväxtart som beskrevs av Philipp Johann Ferdinand Schur. Geranium caeruleatum ingår i släktet nävor, och familjen näveväxter. Inga underarter finns listade i Catalogue of Life.